# 클라크 애슈턴 스미스
클라크 애슈턴 스미스(영어: Clark Ashton Smith, 1893년 1월 13일~1961년 8월 14일)는 미국의 소설가, 시인이다. 공포 소설과 판타지 소설로 이름을 알렸으며 같은 시대의 H. P. 러브크래프트, 로버트 E. 하워드와 함께 공포 소설 전문지 《위어드 테일스》의 삼인조로 통했다. 100여 편의 단편소설과 700여 편의 시를 남겼다.
스미스의 단편소설은 배경 세계에 따라 원시를 다룬 히페르보레아(Hyperborea) 연작, 중세를 다룬 아베루아뉴(Averoigne) 연작, 미래를 다룬 조티크Zothique) 연작, 고대를 다룬 포세이도니스(Poseidonis) 연작, 외계를 다룬 지카프(Xiccarph) 연작, 그리고 화성(Mars) 연작으로 나뉜다.